# Phơi sáng
Trong ngành nhiếp ảnh, phơi sáng là quá trình ánh sáng tiếp xúc với vật liệu nhạy sáng như phim, giấy ảnh hoặc mặt cảm biến trong máy ảnh kỹ thuật số, tạo ra một tấm ảnh. Quá trình phơi sáng phụ thuộc vào 2 giá trị là thời gian trập và khẩu độ của ống kính. Thời gian trập (còn được gọi là tốc độ trập) là khoảng thời gian mà màn trập của máy ảnh mở cho ánh sáng đi vào mặt vật liệu nhạy sáng. Khẩu độ là kích thước thay đổi của màn chắn trong ống kính, điều chỉnh lượng ánh sáng đi qua vào mặt vật liệu nhạy sáng.